# 楊守愚 (作家)
楊守愚（1905年3月9日—1959年4月8日），本名楊松茂，彰化人，臺灣新文學作家，筆名守愚、村老、洋、翔、Y生、靜香軒主人、瘦鶴、慕、曙人、睦生等，為日治時期臺灣新文學作家中，筆名最多的一位。
楊守愚身兼日治時期新文學作家與漢詩詩人雙重身份，其學養過程包含臺灣傳統書房的儒家漢學基礎，與日本引進的新式教育知識系統，在知識份子分層上，屬乙未割臺世代。

## 生平
由於父親是前清秀才，因此楊守愚從小受到父親的影響，具有相當的漢學基礎；之後楊守愚又進入彰化第一公學校，接受日本殖民當局所引進的新式教育。如此的求學經過，對於楊守愚日後的創作有相當關鍵的影響。
楊守愚是彰化漢詩社「應社」、「慶社」的成員，除了創作漢詩，也以中國白話文混雜大量的臺灣話文創作小說、新詩等新文學作品，其作品陸續發表於《臺灣民報》、《臺灣新民報》、《臺灣文藝》、《臺灣新文學》、《臺灣文化》等刊物。
除了參加漢詩社，楊守愚在1927年曾與王詩琅、蔡孝乾等人籌組「臺灣黑色青年聯盟」（後遭到檢舉），並且在1934年與張深切、賴明弘等人籌組「臺灣文藝聯盟」，成為會員，並在其機關雜誌《臺灣文藝》發表作品。
1935年楊逵脫離「臺灣文藝聯盟」，另外發行《臺灣新文學》，楊守愚參與這份雜誌的編務工作，並且在上面發表作品。臺灣總督府禁止漢文以後，楊守愚轉向漢詩的創作，與賴和、陳虛谷等人組織「應社」。；戰後，曾擔任《臺灣文化》的撰稿人。
楊守愚後來任教彰化工業職業學校，在1959年4月8日過世，享年55歲。

## 評價
張恆豪分析楊守愚作品指出：「他的作品具有鮮明的社會主義傾向，題材呈現出繁複的多樣性，所關注的主題，有日本警察的殘暴，蔗糖會社的剝削，統治者和地主階級的勾結，封建制度下女性的呻吟，這些黑暗面和掙扎面，與新文學運動的反抗反封建的精神是相一致的，它道盡一個苦難時代的悲情與希望。」咸認其創作與同世代作家賴和影響。

## 代表作
- 小說作品：〈凶年不免於死亡〉（臺灣民報1929年）、〈醉〉（臺灣民報1930年）、〈元宵〉（臺灣新民報1931年）、〈一群失業的人〉（臺灣新民報1931年）、〈捧了你的香爐〉、〈一群失業的人〉（臺灣新民報1931年）、〈移溪〉（臺灣新文學1936年）等。
- 白話新詩：〈蕩盪中的一個農村〉（臺灣新民報1930年11月1日）、〈人力車夫的叫喊〉（臺灣新民報1930年11月8日）、〈時代的巨輪〉（臺灣新民報1930年11月22日））、〈孤苦的孩子〉（臺灣新民報1930年12月20日）、〈長工歌〉（臺灣新民報1931年1月30日）、〈詩〉（臺灣新民報1931年2月7日）、〈車夫〉（臺灣新民報1931年7月4日）、〈我做夢〉（臺灣新民報1932年1月1日）、〈洗衣婦〉（臺灣新民報1932年3月5日）、〈雨中田舍〉（臺灣新民報1932年4月9日）、〈女性悲曲〉（臺灣文藝1935年3月5日）、〈一對情侶〉（臺灣文藝1932年3月5日）、〈農忙〉（臺灣文藝1935年4月1日）、〈暴風警報〉（臺灣文藝1935年5月5日）、〈冬夜〉（臺灣新文學1935年12月28日）、〈人是應該勞動的〉（臺灣新文學1935年12月28日）、〈一個恐怖的早晨〉（臺灣新文學1936年3月3日）、〈南國之音〉（南音1932年1月1日）、〈雨夜〉（臺灣新民報1931年5月23日）、〈清明〉（臺灣新民報1932年1月23日）、〈人生路上〉（臺灣新文學1936年4月1日）。

## 作品在戰後的出版及刊載情況
- 鍾肇政、葉石濤主編，《光復前臺灣文學全集：一群失業的人》，臺北市遠景出版社，1979年。
- 陳逸雄/中文翻成日文，《臺灣抗日小說選》，東京都研文社，1988年。
- 張恆豪/編，《楊守愚集》，前衛出版社，1991年。
- 施懿琳/編，《楊守愚作品選集：小說、民間文學、戲曲、隨筆》，彰化縣立文化中心，1995年。
- 施懿琳/編，《楊守愚作品選集：詩歌之部》，彰化縣立文化中心，1996年。
- 許俊雅、楊洽人/編，《楊守愚日記》，彰化縣立文化中心，1998年。
- 許俊雅/編，《楊守愚作品選集：補遺》，彰化縣立文化中心，1998年。
- 李南衡/主編，《日據下臺灣新文學明集4：詩選集》，臺北：明潭出版社，1979年3月15日。
  - 該書收錄了楊守愚白話新詩，有〈蕩盪中的一個農村〉、〈人力車夫的叫喊〉、〈時代的巨輪〉、〈孤苦的孩子〉、〈長工歌〉、〈詩〉、〈車夫〉、〈我做夢〉、〈洗衣婦〉、〈雨中田舍〉、〈女性悲曲〉、〈一對情侶〉、〈農忙〉、〈暴風警報〉、〈冬夜〉、〈人是應該勞動的〉、〈一個恐怖的早晨〉、〈南國之音〉、〈雨夜〉、〈清明〉、〈人生路上〉。
- 林瑞明主編《國民文選‧現代詩卷I》，臺北市：玉山社，2005年。
  - 該書收錄了楊守愚的白話新詩〈我不忍〉、〈冬夜〉。

## 外部連結
- 國家圖書館-當代文學史料系統[永久]
- 東華大學-臺灣文學資料庫 （页面存档备份，存于）